# Xu Lihui
Xu Lihui (ur. 26 sierpnia 1980) – chińska judoczka.
Startowała w Pucharze Świata w 2002. Złota medalistka mistrzostw Azji w 2004 roku. Medalistka turniejów międzynarodowych.